# Пахомов, Алексей Алексеевич
Алексе́й Алексе́евич Пахо́мов (1815—1850) — архитектор, академик Императорской Академии художеств.

## Биография
Родился в Петербурге в семье купца. В девятилетнем возрасте был отдан на обучение в Императорскую Академию художеств. Воспитывался и учился в Академии художеств (1824–1836). Ученик  А. П. Брюллова. Получил медали Академии: малая серебряная (1834) «за архитектурные композиции», большую серебряную медаль (1836). Получил от Академии художеств звание классного художника с правом на чин XIV класса (1836).
После окончания Академии художеств (1836) был одним из строителей Пулковской обсерватории. Пахомова включают (1838) в состав архитекторов Комиссии для возобновления Зимнего дворца. Под руководством А. П. Брюлова Пахомов восстановил галерею Отечественной войны 1812 года и Георгиевский парадный зал Эрмитажа.
В 1839 году Пахомов женился на дочери профессора живописи Академии художеств А. Е. Егорова — Вере Алексеевне.
Ремонтные работы в Зимнем дворце продолжались до лета 1841 года, когда Пахомов получил в награду за усердную службу чин ХII класса, годовой оклад жалованья (1500 руб. ассигнациями), золотую медаль в память возобновления дворца и бриллиантовый перстень.
Беда в жизнь Пахомова пришла нежданно. Осенью 1841 года были объявлены несостоятельными должниками его родной брат Николай и муж сестры, петербургский купец С. Ф. Маслянников, которым грозила тюрьма. Стремясь помочь семьям близких, Пахомов принял долги родственников на себя. В надежде на плату за будущие архитектурные проекты, Алексей Алексеевич, заняв деньги у всех своих знакомых, выплатил кредиторам около 30000 рублей и на остальную сумму выдал долговые расписки. Избавив родственников от тюрьмы, сам Пахомов попал в чрезвычайно сложное положение. Перед ним захлопнулись двери большинства столичных домов. Стало сложно найти и доходную должность.
По совету тестя Пахомов был вынужден покинуть столицу и переехать в Нижний Новгород (1842). В Нижнем Новгороде служил помощником губернского архитектора и выполнял проектные работы по частным заказам. Проектирует и строит: Церковь Сретения Господня в Кубинцево (1842), надстраивает над старыми палатками А. Паниной третий этаж и изменяет их фасад (1844), перестраивает дом М. М. Нестерова, руководит строительством учебного корпуса Дворянского института (1843—1848). Пахомов выполняет начисто рисунки интерьеров зданий для подачи в Совет Академии художеств на получение звания академика архитектуры. Уже после смерти Пахомова в Нижний Новгород пришло известие о присвоении ему звания академика. Архитектор умер, не достигнув возраста 35 лет, не узнав радостного известия о присвоении желанного звания. Долговые обязательства и страстные стремления любыми путями освободиться от них исчерпали его силы и привели к преждевременной гибели в расцвете лет, в пору творческой зрелости.